# ハリガン (駆逐艦)
ハリガン (USS Halligan, DD-584) は、アメリカ海軍の駆逐艦。フレッチャー級駆逐艦の1隻。
艦名は海軍将校のジョン・ハリガン・ジュニアにちなむ。

## 艦歴
1942年11月9日にマサチューセッツ州ボストンのボストン海軍工廠で起工され、1943年3月19日にジョン・ハリガン夫人の後援により進水、1943年8月19日に就役した。

### 1943年
「ハリガン」はバミューダ諸島沖で調整を行い、11月にテヘラン会談へ向かう大統領フランクリン・ルーズベルトを乗せた戦艦「アイオワ」と合流。カサブランカまでの護衛艦隊の一翼を担った。その後は北アフリカ沖で対潜哨戒を行い、12月11日に「アイオワ」と再び合流、サウスカロライナ州チャールストンに入港した。

### 1944年
太平洋における作戦に配備されることとなり、チャールストンを出港しカリフォルニア州サンディエゴを経て1月11日に真珠湾に入った。第52任務部隊（TF52）の一員としてマーシャル諸島侵攻のため1月22日に出港。クェゼリンの戦いで哨戒任務にあたり、5月22日に真珠湾に戻った。
続いてサイパンでの作戦を支援するため陸軍戦闘機を搭載した護衛空母「ナトマ・ベイ」と「マニラ・ベイ」の護衛に就いた。6月22日に戦闘機を発艦させ、翌日日本軍の急降下爆撃機の攻撃を受けたが撃退した。
9月15日にエニウェトク環礁とマヌス島に向けて出港、ゼーアドラー湾に到着しフィリピン侵攻のための機動部隊に合流した。10月20日にレイテ湾に入り、日本軍の航空機が上陸部隊を排除しようとしたが失敗に終わった。輸送船を警護している間に「ハリガン」は絶え間ない航空攻撃を受け、2発の爆弾が煙突の間を掠めるが爆発することなく海面に落下し、事なきを得た。10月25日、サマール島沖での戦闘から撤退する護衛空母を支援するためにレイテを出発し翌日に空母と合流、11月1日にアドミラルティ諸島のマヌスへ戻った。11月10日には補給艦「マウント・フッド」の弾薬爆発事故の救助活動を支援した。その2日後にレイテに向けて出港し、レイテとアドミラルティ諸島の海域で哨戒任務に従事した。

### 1945年
1945年1月1日にパラオを出港、1月3日にスリガオ海峡を抜けてスールー海を航行しルソン島の戦いに参加した。ジェシー・B・オルデンドルフ中将の艦隊行動に加わり、リンガエン湾での作戦を支援した。作戦中、艦隊は大規模な特攻を受けた。護衛空母「オマニー・ベイ」は1月4日に大打撃を受け、生存者の退艦後、駆逐艦「バーンズ」の魚雷によって処分された。「ハリガン」は1月5日に1隻の特攻機を撃墜し、その後損傷した護衛駆逐艦「スタフォード」を救助した。
硫黄島の戦いでは火力支援および哨戒任務に従事し、3月中旬にウルシー環礁に戻ったが、直ちに再出撃し第54任務部隊の一員として沖縄に向かった。沖縄と慶良間諸島の間の哨戒を開始した「ハリガン」は、大量に敷設された機雷原を掃海する掃海艇を援護した。

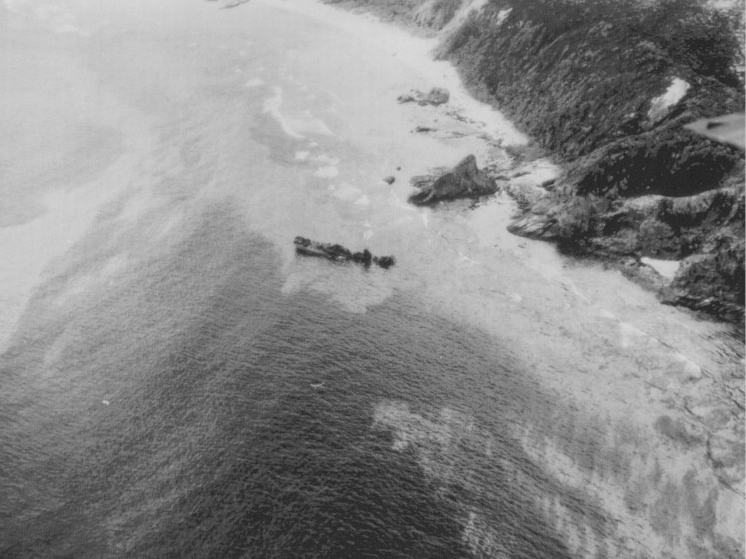
渡嘉敷島沖で沈没した「ハリガン」

3月26日の18時35分頃、大きな爆発が艦体を揺るがし、煙と破片が61メートル上空まで舞い上がった。「ハリガン」は機雷に接触し、弾薬庫の誘爆により艦橋を含む船首を失った。「PC-1128」および揚陸艇「 LSM(R)-194」は、爆発後すぐに生存者の救助に向かい、生き残った士官リチャード・L・ガードナーは、待機していた救助艇への避難を指示した。ガードナーは煙に包まれながら漂流する艦を放棄する命令を下した。
「ハリガン」はこの損害により乗員300名の半数を失い、21人の将校のうち2人だけが生き残った。放棄された船体は翌日、沖縄の西にある渡嘉敷島に漂着した。
1945年4月28日、「ハリガン」は海軍船籍から抹消され、1957年にその船体は琉球政府に寄贈された。

## 受章
「ハリガン」は第二次世界大戦の功績で6個の従軍星章を受章した。